# Ľutina
Ľutina (Hongaars: Litinye) is een Slowaakse gemeente in de regio Prešov, en maakt deel uit van het district Sabinov.
Ľutina telt 451 inwoners.